# Agent de l'étranger
Ne doit pas être confondu avec Agent d'influence.
Un agent de l'étranger ou agent étranger (traduction littérale de l'anglais foreign agent) est une personne physique ou morale qui défend activement les intérêts d'un pays étranger tout en étant situé dans un autre pays d'accueil, généralement en dehors des protections offertes à ceux qui travaillent en leur qualité officielle pour une mission diplomatique. Les agents de l'étranger peuvent être citoyens du pays d'accueil.

## Concept
Le terme a une vaste portée, mais possède généralement une connotation péjorative en raison du fait qu'un agent étranger peut aussi désigner un agent d'infiltration étranger, ou également un agent secret d'un gouvernement étranger, qui peut dans certains pays être présumé de se livrer à de l'espionnage. 
Le terme est parfois utilisé de manière complotiste pour désigner une minorité sur le territoire national qui travaillerait avec un pays ennemi. Les génocides procèdent souvent par des accusations portant sur le caractère d'agent d'étranger des minorités. 
Les lois portant sur les agents de l'étranger varient largement d'un pays à l'autre, et l'application sélective peut prévaloir au sein des pays, basé sur le principe de la raison d'État.  

## Histoire
Le terme est utilisé depuis au moins le XIXe siècle. Certaines époques se sont prêtées à des chasses contre les agents de l'étranger, comme durant la Terreur. Robespierre accuse par exemple Anacharsis Cloots d'être un agent de l'étranger,.
En 1893, Georges Clemenceau est accusé d'être un agent de l'étranger, car un document prouverait qu'il aurait reçu 20 000 livres de l'Angleterre. Le document était toutefois un faux, et la supercherie est vite découverte. Les périodes de tensions politiques, comme le scandale de Panama, sont propices à l'accusation d'agent de l'étranger.

## Lois

### États-Unis
Les États-Unis votent une loi contre les agents de l'étranger en 1938. Une loi postérieure, la Foreign Agents Registration Act (FARA), qui contient une définition étendue et détaillée du foreign agent, formalise le cadre réglementaire relatif aux activités des agents de l'étranger. En 2018, 578 « agents étrangers » sont enregistrés. Parmi eux, un travaille pour des intérêts français (pour une entreprise pharmaceutique), sept pour la Russie, dix-sept pour la Chine et trente-deux pour l'Arabie saoudite.

### Russie
Une loi contre les agents de l'étranger est votée en 2012. Les ONG qui reçoivent des financements issus de l'étranger doivent se faire enregistrer et s'afficher comme « agent de l'étranger » dans le cas où elles se livrent à une « activité politique ». Elles peuvent alors subir des restrictions et des amendes,.